# Mattmars församling
Mattmars församling var en församling i Härnösands stift och i Åre kommun i Jämtlands län. Församlingen uppgick 2006 i Västra Storsjöbygdens församling.
Församlingskyrka var Mattmars kyrka.

## Administrativ historik
Församlingen har medeltida ursprung. 
Församlingen var tidigt annexförsamling i pastoratet Alsen och Mattmar, därefter till 2 februari 1856  annexförsamling i pastoratet Offerdal, Alsen och Mattmar. Från 1856 till 1962 var den åter annexförsamling i pastoratet Alsen och Mattmar och från 1962 till 2006 annexförsamling i pastoratet Mörsil och Mattmar. Församlingen uppgick 2006 i Västra Storsjöbygdens församling.

## Kyrka
- Mattmars kyrka